# Schönraintunnel
Der Schönraintunnel (in der Planungsphase auch Mühlbergtunnel II) ist mit einer Länge von 3942 m der längste von vier Tunneln der Nantenbacher Kurve. Er unterquert, bei einer Überdeckung von bis zu 155 m, unter anderem die Burgruine Schönrain am Main und trägt daher deren Namen. Auch der zentrale Teil des 420 m hohen Mühlbergs, mit dem Mühlbergtunnel der Schnellfahrstrecke Hannover–Würzburg, wird unterfahren.
Ein Rettungsweg führt, etwa in der Mitte des Bauwerks, über einen Treppenschacht in den darüber liegenden Mühlbergtunnel. Die Höhendifferenz zwischen der Firste des Schönrain- und der Sohle des Mühlbergtunnels liegt bei etwa zwölf Metern.

## Verlauf
Die Strecke verläuft im Tunnel in einer Richtung Süd-Osten gestreckten Kurve. Die Gradiente steigt konstant mit 12,5 Promille an. An das Nordwestportal bei Streckenkilometer 1,579 schließt sich die Maintalbrücke Nantenbach an, unweit des südöstlichen Portals (Streckenkilometer 5,521) folgt der Harrbachtunnel.
Die Überdeckung liegt bei bis zu 155 m.
Die Gleise verlaufen im Tunnel in einem Bogenradius von 2.650 m, bei einer Überhöhung von 80 mm. Die Höchstgeschwindigkeit beträgt 200 km/h.

## Geologie

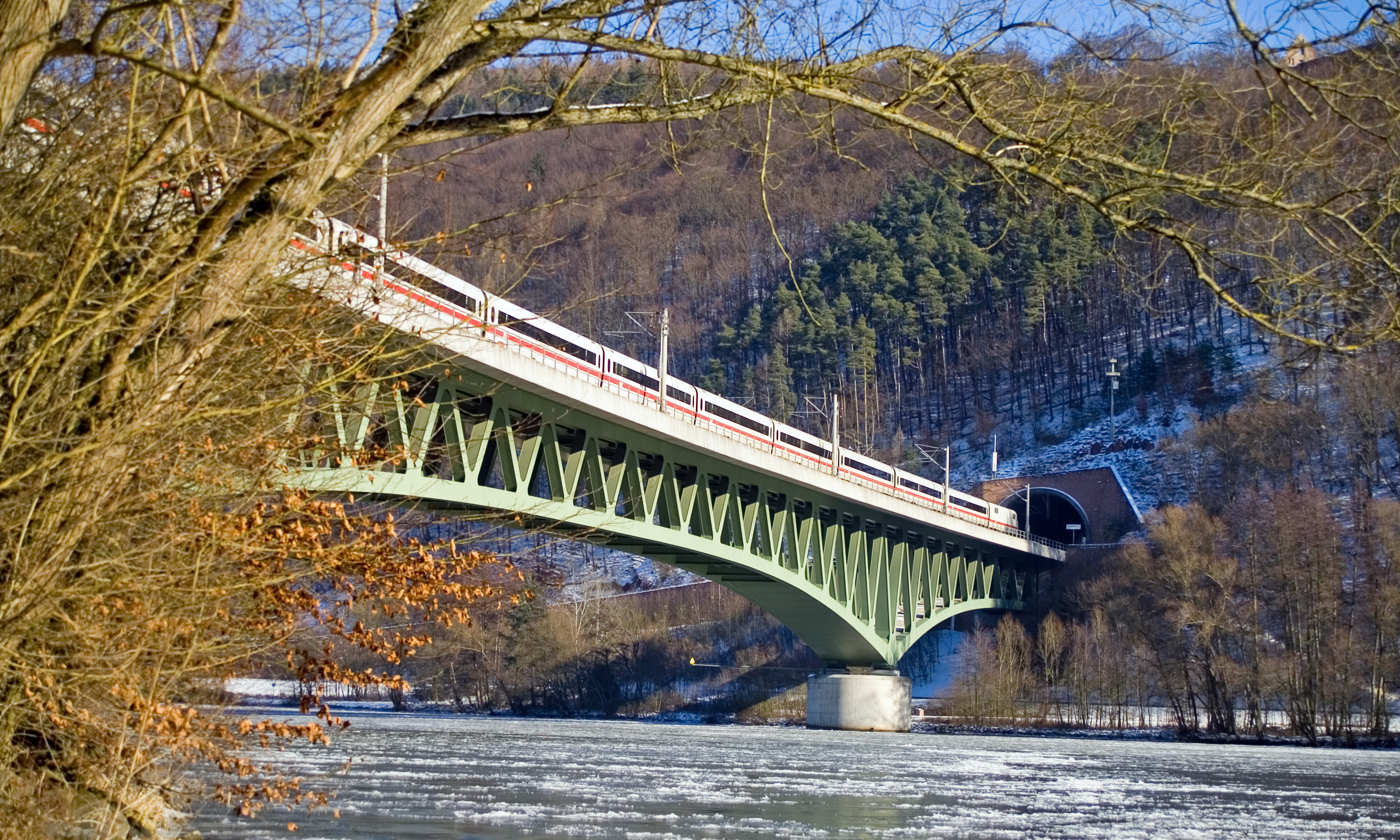
ICE auf der Maintalbrücke Nantenbach vor dem Nordwestportal des Schönraintunnels

Der Tunnel durchfährt im Westteil im Wesentlichen Formationen des mittleren, im Südteil des oberen Buntsandsteins. Er liegt dabei auf einer Länge von 3 km bis zu 70 m unter dem Grundwasserhorizont. Ein Drainagesystem führt das eindringende Tunnelwasser in Längsrichtung ab.
Er durchfährt die Störungszone Harrbacher Sprung.

## Geschichte

### Planung
In der Planungsphase wurde der Tunnel auch als Mühlbergtunnel II bezeichnet. Die Ziffer zwei diente zur Abgrenzung von dem damals als Mühlbergtunnel I bezeichneten Mühlbergtunnel.
Die Planung sah ursprünglich 33 Monate Bauzeit vor, wobei der Tunnel nach 13 Monaten Vortrieb im November 1991 durchgeschlagen und Ende 1992 fertiggestellt werden sollte. Die Planung sah vor, von 480.000 m³ Gesteinsmassen 305.000 m³ in einem neuen Damm auf der gegenüberliegenden Mainseite einzubauen. Der Rest, einschließlich 130.000 m³ Massen aus dem südlichen Voreinschnitt, sollte in einem ehemaligen Steinbruch bei Wiesenfeld eingelagert werden. Die geplanten Baukosten lagen bei rund 90 Millionen D-Mark (etwa 46 Millionen Euro). Beauftragt wurde eine Arbeitsgemeinschaft mehrerer Unternehmen.

### Bau
Die Bauarbeiten an der Röhre begannen am 17. April 1990. Der Tunnel wurde größtenteils bergmännisch in Spritzbetonbauweise von beiden Seiten vorgetrieben. Im Bereich des südöstlichen Portals wurden 180 m in Deckelbauweise errichtet.
Es wurde ein Ausbruchsquerschnitt von bis 145 m² ausgebrochen, bei einem Nutzquerschnitt von bis zu 87 m².
War zunächst nur ein Vortrieb von Süden vorgesehen, wurde im Zuge der Planung auch ein Vortrieb von Westen aufgenommen. Der Vortrieb im Westen begann am 24. Oktober 1990. Im Rahmen der Baumaßnahmen wurde auch der Treppenschacht im Kreuzungsbereich mit dem Mühlbergtunnel erstellt.
Insgesamt fielen rund 480.000 m³ Gesteinsmassen an. Zum Abtransport des Ausbruchs am Nordwestportal wurde vorübergehend eine 284 m lange Förderbandbrücke mit zwei 37 m hohen Pylonen errichtet, die den Main auf einer Länge von 177 m überspannte. Rund 300.000 m³ davon wurden für eine auf die Mainbrücke führende Rampe auf der Westseite des Flusses verwendet. Die verbleibenden rund 180.000 m³ dienten zum Auffüllen eines ehemaligen Steinbruchs bei Rohrbach.
Die Bauarbeiten begannen am 17. April 1990. Der Vortrieb von Süden begann am 4. Juli 1990, von Westen am 24. Oktober 1990 und erfolgte in mehreren Stufen. Zunächst wurde der obere Teil der Röhre (Kalotte) bei einem Querschnitt von etwa 60 m² aufgefahren. Darauf wurde in einem Abstand von 80 bis 100 Meter der untere Teil, die Stosse, mit einem Querschnitt von etwa 47 m² ausgebrochen. Der Tunnel verfügt über eine etwa 20 cm dicke Außenschale aus Spritzbeton. Die Beton-Innenschale hat eine Dicke von rund 30 cm.
Bei den Bauarbeiten waren der Schutz der 900 Jahre alten Burgruine sowie der laufende Zugbetrieb im Mühlbergtunnel besonders zu berücksichtigen. Der Kreuzungspunkt mit dem Mühlbergtunnel (1496 m ab Portal) wurde am 13. August 1991 erreicht. Der Durchschlag erfolgte Ende 1991, der Abschluss der Bauarbeiten 1993. Die Baukosten wurden 1991 mit etwa 90 Millionen D-Mark angesetzt.
Am Westportal dienten während der Bauphase spezielle Schallschutz-Schleusen und -Wände der Eindämmung des Baulärms. Die Tunnelportale wurden in Anlehnung an das Landschaftsbild mit Buntsandstein verkleidet.
Der Tunnel war zur Inbetriebnahme mit einer Orientierungsbeleuchtung (Lampenabstand: 50 m) ausgerüstet und wurde später mit einer Sicherheitsbeleuchtung (Lampenabstand: 17 m) nachgerüstet. Als Oberbau kommt eine Feste Fahrbahn zum Einsatz.